# Dactylopodola typhle
Dactylopodola typhle är en djurart som tillhör fylumet bukhårsdjur, och som först beskrevs av Adolf Remane 1927.  Dactylopodola typhle ingår i släktet Dactylopodola och familjen Dactylopodolidae. Inga underarter finns listade i Catalogue of Life.